# Калиновська Валентина Федорівна
Валенти́на Фе́дорівна Калино́вська (28 липня 1938, Київ — 1 червня 2025) — українська артистка балету, хореографка, балетмейстерка. Народна артистка СРСР (1968). Народна артистка Української РСР (1964).

## Життєпис
1957 — закінчила Київське державне хореографічне училище (викладачка Антоніна Яригіна).
1957—1981 — солістка, з 1981 року — балетмейстерка-репетиторка Національної опери України.
1991—2007 — директорка балету Національної опери України.
З 1993 — віцепрезидент Української академії танцю (Київ).
Гастролювала в США, Канаді, Норвегії, Данії, Швеції, Франції, Югославії, Італії, Румунії, Португалії, Японії.
Членкиня журі Міжнародного конкурсу артистів балету та хореографів імені Сержа Лифаря.
Перший шлюб — танцюрист і хореограф Михайло Мотков, народила синів Олексія і Максима, артистів балету Національного академічного театру опери та балету України імені Тараса Шевченка. Максим — народний артист України (2007), лавреат Премії імені А. Ф. Шекери.
Другий шлюб — Анатолій Іконников — художник театру, живописець. Член НСХУ (1982).

## Фільми
- 1958 — «Лілея» (режисери В. Вронський, В. Лапокниш)
- 1960 — «Літаючий корабель» (режисери А. Войтецький, М. Юферов)
- 1971 — «Танцює Калиновська» (режисер Є. Ульшин)
- 1989 — «Ім'я твоє» (режисер В. Скворцов)

## Партії
- Анна («Анна Кареніна» Р. Щедріна)
- Володарка Мідної гори («Кам'яна квітка» С. Прокоф'єва)
- Донна Анна («Камінний господар» В. Губаренка)
- Егіна («Спартак» А. Хачатуряна)
- Зарема («Бахчисарайський фонтан» Б. Асаф'єва)
- Кармен («Кармен-сюїта» Ж. Бізе — Р. Щедріна)
- Кітрі («Дон Кіхот» Л. Мінкуса)
- Марина («Поема про Марину» Б. Яровинського)
- Одетта-Одилія («Лебедине озеро» П. Чайковського)
- Мірта («Жізель» А. Адама)
- Медора («Корсар» А. Адама)
- Мехмене-бану («Легенда про любов» А. Мелікова)
- Палагна («Тіні забутих предків» В. Кирейка)
- Раймонда («Раймонда» О. Глазунова)
- Сюїмбіке («Шурале» Ф. Ярулліна)

## Визнання
- 1961 — заслужена артистка Української РСР
- 1964 — народна артистка Української РСР
- 1968 — народна артистка СРСР
- 1998 — кавалерка Ордену княгині Ольги 3-го ступеня[3]
- 2008 — кавалерка Ордену княгині Ольги 2-го ступеня